# Kapas, Korpo
Kapas är en ö i Finland. Den ligger i Skärgårdshavet och i kommunen Pargas i den ekonomiska regionen  Åboland i landskapet Egentliga Finland, i den sydvästra delen av landet. Ön ligger omkring 40 kilometer sydväst om Åbo och omkring 180 kilometer väster om Helsingfors.
Öns area är 6 hektar och dess största längd är 310 meter i sydväst-nordöstlig riktning. Ön höjer sig omkring 20 meter över havsytan.